# Jeremy Bloom
Jeremy Ryan Bloom (* 2. April 1982 in Fort Collins, Colorado) ist ein ehemaliger US-amerikanischer Freestyle-Skier und American-Football-Spieler. Als Skifahrer war er auf die Buckelpisten-Disziplinen Moguls und Dual Moguls spezialisiert. Auf den Dual Moguls (Parallelbuckelpiste) wurde er 2003 Weltmeister. Zudem gewann er einmal den Freestyle-Gesamtweltcup und nahm zweimal an Olympischen Spielen teil. Als Football-Spieler verbrachte er zwei Jahre als Reservist bei den NFL-Mannschaften Philadelphia Eagles und Pittsburgh Steelers. Aufgrund dieser sportlichen Dualität und seiner Medienpräsenz war Bloom Anfang der 2000er einer der populärsten Athleten seines Heimatlandes.

## Biografie

### Kindheit und Jugend
Jeremy Ryan Bloom kam 1982 als Sohn des klinischen Psychologen Larry Bloom und seiner Frau Charlene „Char“ Bloom, einer Ski- und Fliegenfischlehrerin, zur Welt und wuchs in Loveland, Colorado, auf. Er ist das jüngste von drei Kindern, seine Schwester ist die spätere Unternehmerin Molly Bloom, auf deren Memoiren der Spielfilm Molly’s Game – Alles auf eine Karte beruht. Der Eishockeyspieler Colby Cohen ist ein Cousin der Blooms. Im Alter von drei Jahren begann Jeremy in Keystone, dem Arbeitsort seiner Mutter, mit dem Skifahren. Als Kind trug er auf der Piste oft einen grünen Helm und ein aus einem Pyjama gemachtes, rotes Superhelden-Cape. Mit einer gesundheitsbewussten Mutter wuchsen er und seine Geschwister ohne Junkfood auf, der Großvater lockte ihn nach eigenen Angaben mit Süßigkeiten auf die Skipiste. Neben dem Skisport praktizierte er in jungem Alter Karate und erwarb sich mit zwölf Jahren einen schwarzen Gürtel.
Während seiner Schulzeit begann er mit dem American Football. In der Middle School von seinem Vater trainiert, avancierte er an der Loveland High School zu einem Führungsspieler. Gleichzeitig wurde er im Alter von 15 Jahren in die US-Freestyle-Mannschaft aufgenommen, nachdem er sich als Mitglied des Teams Breckenridge unter Trainer Scott Rawles auf die Buckelpiste spezialisiert hatte. Beide Eltern teilten Jeremys „healthy disregard for the impossible“ (gesunde Missachtung des Unmöglichen), wie er es später nannte, und unterstützten seine beiden Leidenschaften gleichermaßen.

### Freestyle-Skiing
Im Februar 1998 debütierte Jeremy Bloom im Nor-Am Cup und erreichte zwei Wochen später seine erste Top-10-Platzierung. Zu Beginn des nächsten Jahres gelang ihm als Zweitem in Le Relais sein erster Podestplatz, im Februar ließ er seinen ersten Sieg folgen. Bei den internationalen Jugendmeisterschaften in Jyväskylä wurde er Sechster.
Am 8. Januar 2000 gab Bloom im Alter von 17 Jahren sein Debüt im Freestyle-Skiing-Weltcup, kam danach aber nur zu einem weiteren Einsatz. Im Heavenly Valley kam er nach einem Sprung schwer zu Sturz und erlitt neben einem Wirbelsäulentrauma innere Blutungen sowie einen Milz- und Nierenriss. Weil er sich vom Skiteam „ungewollt“ fühlte, verzichtete er als High-School-Senior auf seinen Platz im Freestyle-Kader und konzentrierte sich stattdessen auf seine Football-Karriere. Im Sommer 2001 erhielt er einen Anruf von seinem Agenten Andy Carroll, der ihm für den folgenden Winter zahlungskräftige Sponsoren sowie finanzielle Unterstützung für das sommerliche Mannschaftstraining in Chile in Aussicht stellte. Bloom nahm am Training in den Anden teil und dominierte seine Kollegen, woraufhin er sich im Hinblick auf die Olympischen Spiele 2002 und trotz eines Football-Stipendiums dafür entschied, die erste Saison an der Universität auszulassen. Nachdem er sich in Park City vorbereitet hatte, startete er als Dritter in Tignes mit seinem ersten Weltcup-Podestplatz in die Saison. Nach weiteren Spitzenresultaten konnte er am 19. Januar 2002 in Lake Placid erstmals einen Weltcup gewinnen. Mit entsprechend hoher Erwartung ging er in die Olympischen Spiele von Salt Lake City, musste sich dort aber mit Rang neun begnügen. Dank zwei weiterer Podestplätze gewann er als bis dahin jüngster Athlet die Moguls-Disziplinenwertung. Im Gesamtweltcup belegte er hinter seinem Teamkollegen Eric Bergoust Rang zwei.
Bei seinen ersten Weltmeisterschaften im Olympiaort Deer Valley gewann er nach Silber in der Single-Disziplin auf den Dual Moguls (Parallelbuckelpiste) die Goldmedaille. In der Weltcup-Disziplinenwertung rutschte er trotz zweier Siege nach zwei Disqualifikationen am Saisonende jedoch auf Rang 13 zurück. Im folgenden Winter schloss er die Moguls-Wertung dank eines Sieges und vier weiterer Podestplätze auf dem dritten Platz ab. Nach zweijährigem Rechtsstreit um seine Berechtigung als College-Athlet konnte er sich 2004/05 erstmals seit drei Jahren wieder gänzlich auf den Skisport konzentrieren. Mit sechs Weltcupsiegen in Folge stellte er einen neuen Rekord auf, der erst zehn Jahre später von Mikaël Kingsbury übertroffen wurde. Damit entschied er sowohl die Disziplinenwertung als auch den Gesamtweltcup für sich. Bei den Weltmeisterschaften in Ruka musste er sich hingegen mit der Bronzemedaille auf den Dual Moguls zufriedengeben, nachdem er den Finaleinzug in der Single-Disziplin als 36. klar verpasst hatte. Im Winter 2005/06 konnte Bloom nicht an seine Vorsaison anknüpfen, reiste aber dennoch als Mitfavorit zu den Olympischen Spielen von Turin. Bei seinem Finallauf in Sauze d’Oulx glückten ihm zwar beide Sprünge, aber er verlor im Mittelteil den Rhythmus und belegte am Ende den enttäuschenden sechsten Rang.
Nach fast dreijähriger Ski-Abstinenz kehrte Bloom im Januar 2009 in den Nor-Am Cup zurück, erreichte dort aber lediglich ein Top-10-Resultat. Im Weltcup gelang ihm Ende des Monats als Sechster im Deer Valley noch ein Spitzenergebnis, für die Weltmeisterschaften in Inawashiro konnte er sich aber nicht mehr qualifizieren. Im November desselben Jahres beendete er seine aktive Karriere im Leistungssport und begründete seinen Rücktritt mit mangelnder Motivation.

### American Football
Jeremy Bloom begann seine Football-Laufbahn als Freshman an der Loveland High School auf den Positionen Quarterback und Defensive Back. Aufgrund seiner Schnelligkeit (er lief den 40 Yard Dash in 4,3 Sekunden) wurde er Wide Receiver und erhielt zahlreiche Auszeichnungen für seine Leistungen, die ihm außerdem ein Stipendium an der University of Colorado Boulder (CU Boulder) einbrachten. In seinem Junior-Jahr gewann er als Sprinter die staatsweiten Meisterschaften in der 4-mal-200-Meter-Staffel.
In seinem ersten Jahr an der CU verzichtete Bloom zugunsten seines Olympia-Traums vollständig auf Football. 2002 und 2003 absolvierte er als Wide Receiver und Punt Returner insgesamt 24 Spiele für die Colorado Buffaloes in der Big 12 Conference und stellte dabei einige bis heute gültige Universitätsrekorde auf. Gleich mit seinem ersten College-Ballkontakt trug er einen Punt über 75 Yards zurück. In einem Spiel gegen Kansas State im Oktober 2002 verwandelte er einen 94-Yards-Pass zu einem Touchdown. Damit realisierte er gleich vier CU-Bestleistungen in einem, darunter das längste Passspiel aller Zeiten und den längsten Punktgewinn eines Freshmans. Ein Jahr später stellte er in einem Auswärtsspiel gegen das Team der Baylor University einen Rekord für die meisten Kick Return Yards (143 Kickoff plus 107 Punt) auf.
2004 verlor Bloom einen zweijährigen Rechtsstreit gegen die National Collegiate Athletic Association (NCAA), die ihm wegen der Annahme von Ski-Sponsorengeldern eine Sperre angedroht hatte. Die Niederlage resultierte in seinem Ausschluss aus der Vereinigung und besiegelte das Ende seiner Laufbahn im College-Football.
| Saison | Spiele | Receiving       | Receiving | Receiving | Receiving | Receiving | Punt Returns | Punt Returns | Punt Returns | Punt Returns | Punt Returns |
| Saison | Spiele | gefangene Pässe | Yards     | ø         | TD        | Top       | Anzahl       | Yards        | ø            | TD           | Top          |
| ------ | ------ | --------------- | --------- | --------- | --------- | --------- | ------------ | ------------ | ------------ | ------------ | ------------ |
| 2002   | 13     | 2               | 102       | 51,0      | 1         | 94 yd     | 20           | 336          | 16,8         | 2            | 80 yd        |
| 2003   | 12     | 22              | 356       | 16,2      | 1         | 81 yd     | 24           | 289          | 12,0         | –            | 37 yd        |
| Gesamt | 24     | 24              | 458       | 19,1      | 2         | 94 yd     | 44           | 625          | 14,2         | 2            | 80 yd        |

Acht Tage nach dem olympischen Moguls-Finale in Sauze d’Oulx nahm Bloom am NFL Combine in Indianapolis teil. Am 30. April 2006 wurde er im Rahmen des NFL Draft an 147. Stelle in der fünften Runde von den Philadelphia Eagles ausgewählt. Aufgrund einer Oberschenkelverletzung kam er in der Regular Season nicht zum Einsatz und verbrachte sein Rookie-Jahr auf der Injured Reserve List. Während der Preseason 2007 kam Bloom auf 20,3 Yards bei zwölf Kickoff-Returns und 7,8 Yards bei zehn Punt-Returns, wurde danach aber von den Eagles aussortiert. Wenige Monate später verpflichteten ihn die Pittsburgh Steelers, ehe er im August 2008 wieder aus dem Kader gestrichen wurde.
Zeitgleich mit seiner Skikarriere erklärte Bloom 2009 auch seine Football-Laufbahn für beendet.

### Weitere Karriere

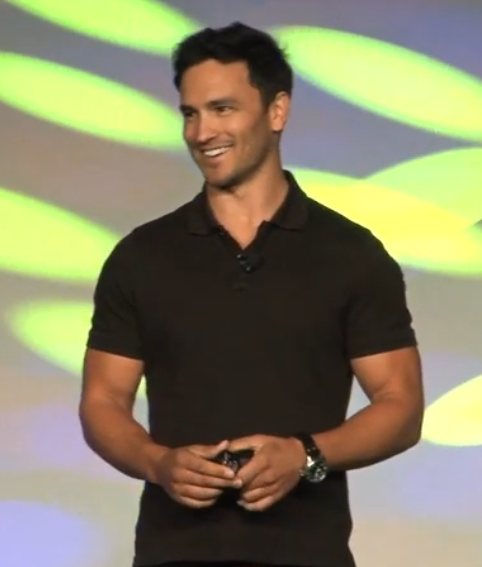
Jeremy Bloom bei einem TED-Talk (2016)

Bereits als Teenager war Jeremy Bloom als Model und Testimonial tätig, um sich seine Skikarriere zu finanzieren. Dabei arbeitete er unter anderem für Abercrombie & Fitch, Tommy Hilfiger und Under Armour. Er nutzte seine Bekanntheit für mehrere Fernsehauftritte und Filmengagements mit Warren Miller. 2003 nahm er auf Jamaika an der CBS-Show Superstars teil und setzte sich in sportlichen Wettkämpfen gegen andere aktive Athleten wie Ahman Green oder Dexter Jackson durch. 2020 produzierte er die Dokumentation The Weight of Gold, in der sich bekannte Olympioniken wie Bode Miller, Michael Phelps oder Shaun White zum Thema mentale Belastung im Spitzensport aussprechen.
2008 gründete Bloom zu Ehren seiner Großmutter Donna Wheeler (* 1925) die gemeinnützige Organisation Wish of a Lifetime, die unterprivilegierten Senioren Lebensträume erfüllen soll. Vor Beginn der Coronakrise hatte Wish of a Lifetime rund 50 Mitarbeiter und erfüllte pro Tag einen Wunsch in den USA und Kanada. Während seiner Zeit in Philadelphia besuchte er mithilfe eines NFL-Bildungsprogramms einen Entrepreneurship-Studienlehrgang an der Wharton School. 2010 war er Mitgründer der Marketing-Software-Firma Integrate, deren CEO er ist. Das Unternehmen gewann mehrere Preise und brachte Bloom eine Nennung der Forbes 30 Under 30 ein. 2015 veröffentlichte er den autobiografischen Ratgeber Fueled by Failure: Using Detours and Defeats to Power Progress. Neben seiner unternehmerischen Laufbahn hält er Vorträge und engagiert sich im Board des US-Skiverbandes für den Bereich Ausbildung.
Bloom war zwischen 2012 und 2013 mit der aus der Fernsehserie 90210 bekannten, kanadischen Schauspielerin und Sängerin Jessica Lowndes liiert. Seit 2018 ist er mit der brasilianischen Schauspielerin Mariah Buzolin (* 1991) verheiratet. Das Paar lebt in Denver und Boulder.

## Stil und Rezeption
Jeremy Bloom ist der einzige Athlet, der als Skifahrer Olympische Spiele bestritt und in die NFL gedraftet wurde und genießt dementsprechend großen Ruhm in seiner Heimat. Die Nebeneffekte dieser sportlichen Dualität, etwa die Gewichtszu- und abnahme von 15 Pfund zwischen Football- und Ski-Jahreszeiten, wurden immer wieder medial aufgegriffen. In die Annalen ging Bloom, der als Skifahrer mit Sponsoren- und Werbeverträgen jährlich rund 350.000 Dollar einnahm, auch mit seinem langwierigen NCAA-Konflikt ein. Nachdem ihn die College-Athletenvereinigung 2004 ausgeschlossen hatte, plädierte er vor dem Kongress für eine Regeländerung, um multidisziplinäre Sportler wie ihn künftig zu ermöglichen. Erst im April 2020 gestattete die NCAA ihren Athleten erstmals, von „Name, Image and Likeness“ zu profitieren.
Von seinen früheren Skitrainern wird Bloom vor allem für seine Athletik gelobt, die ihm bei Sprüngen wie dem D-Spin 720 Cross (einem Backflip mit zwei Drehungen und gekreuzten Ski) zupass kam. Mit seinem jung verstorbenen NFL-Idol Pat Tillman, dessen Rückennummer 40 er auf seinem Skihelm trug, teilte er eine für Football-Verhältnisse geringe Körpergröße, konnte diese aber mit seinen Sprintqualitäten kompensieren.
Abseits der Sportstätten baute sich Bloom schon in jungen Jahren seine eigene Marke auf und posierte etwa mit nacktem Oberkörper für die Zeitschrift GQ. Bei den Olympischen Spielen 2002 ließ er sich von einem MTV-Kamerateam begleiten, was sein Teamkollege Jonny Moseley später gegenüber der New York Times kritisch kommentierte. Letztlich haderte Bloom selbst mit seinem Status als Superstar und damit, Erwartungen zu erfüllen. Dem Druck, Olympiagold zu gewinnen, konnte er zweimal nicht standhalten.

“I think it’s so easy in this world to get on a conveyor belt and fit into this perfect mold of what people want me to be, but I have to march to my own drum like Pat Tillman did.”

„Ich denke, es ist so einfach auf dieser Welt, auf ein Förderband zu steigen und in diese perfekte Form zu passen, wie die Leute mich haben wollen, aber ich muss meinen eigene Weg gehen, wie Pat Tillman es getan hat.“

## Erfolge

### Olympische Spiele
- Salt Lake City 2002: 9. Moguls
- Turin 2006: 6. Moguls

### Weltmeisterschaften
- Deer Valley 2003: 1. Dual Moguls, 2. Moguls
- Ruka 2005: 3. Dual Moguls, 36. Moguls

### Weltcupwertungen
| Saison  | Gesamt   | Gesamt   | Moguls   | Moguls   |
| Saison  | Platz    | Punkte   | Platz    | Punkte   |
| ------- | -------- | -------- | -------- | -------- |
| 1999/00 | 72.      | 7        | 41.      | 28       |
| 2000/01 | Football | Football | Football | Football |
| 2001/02 | 2.       | 94       | 1.       | 564      |
| 2002/03 | 36.      | 55       | 13.      | 384      |
| 2003/04 | 14.      | 43       | 3.       | 600      |
| 2004/05 | 1.       | 75       | 1.       | 820      |
| 2005/06 | 46.      | 18       | 15.      | 202      |
| 2006/07 | Football | Football | Football | Football |
| 2007/08 | Football | Football | Football | Football |
| 2008/09 | 81.      | 11       | 23.      | 95       |

### Weltcupsiege
Bloom errang im Weltcup 23 Podestplätze, davon 11 Siege:
| Datum            | Ort               | Land       | Disziplin   |
| ---------------- | ----------------- | ---------- | ----------- |
| 19. Januar 2002  | Lake Placid       | USA        | Moguls      |
| 8. Februar 2003  | Steamboat Springs | USA        | Moguls      |
| 23. Februar 2003 | Madarao           | Japan      | Moguls      |
| 1. März 2004     | Špindlerův Mlýn   | Tschechien | Moguls      |
| 27. Januar 2005  | Deer Valley       | USA        | Moguls      |
| 29. Januar 2005  | Deer Valley       | USA        | Dual Moguls |
| 5. Februar 2005  | Inawashiro        | Japan      | Moguls      |
| 6. Februar 2005  | Inawashiro        | Japan      | Dual Moguls |
| 11. Februar 2005 | Naeba             | Japan      | Moguls      |
| 18. Februar 2005 | Sauze d’Oulx      | Italien    | Moguls      |

### Nor-Am Cup
- Saison 1998/99: 9. Gesamtwertung, 3. Moguls-Wertung, 10. Dual-Moguls-Wertung
- Saison 1999/00: 8. Dual-Moguls-Wertung
- 2 Podestplätze, davon 1 Sieg:

| Datum            | Ort         | Land | Disziplin |
| ---------------- | ----------- | ---- | --------- |
| 19. Februar 1999 | Bogus Basin | USA  | Moguls    |

### Weitere Erfolge
- 2003: CBS Sports Superstar

## Filmografie (Auswahl)
- 2000: Ride (Dokumentation)
- 2003: Superstars (Fernsehshow)
- 2005: Higher Ground
- 2006: Off the Grid
- 2006: Hey Rookie, Welcome to the NFL (Fernsehserie, Episode 5x1)
- 2012: The Choice (Fernsehshow)
- 2013: Climb to Glory: Legacy of the 10th Mountain Ski Troopers (Dokumentation, Erzähler)
- 2016: Adventure Capitalists (Fernsehshow)
- 2020: The Weight of Gold (Dokumentation, Executive Producer)

## Auszeichnungen
- 2002 und 2005: Ann Hansen Award[25]
- 2005: International und U.S. Freestyle Skier of the Year (Ski Racing Magazine)[26]
- 2011: Forbes 30 Under 30 in der Kategorie Technology
- 2011: American Business Award in der Kategorie Best New Company
- 2012: Aufnahme in die U.S. Ski and Snowboard Hall of Fame[27]
- 2013: Finalist Ernst & Young Entrepreneur of the Year
- 2014: Aufnahme in die Colorado Ski and Snowboard Hall of Fame
- 2017: Aufnahme in die Colorado Sports Hall of Fame[28]